# أواني المطبخ

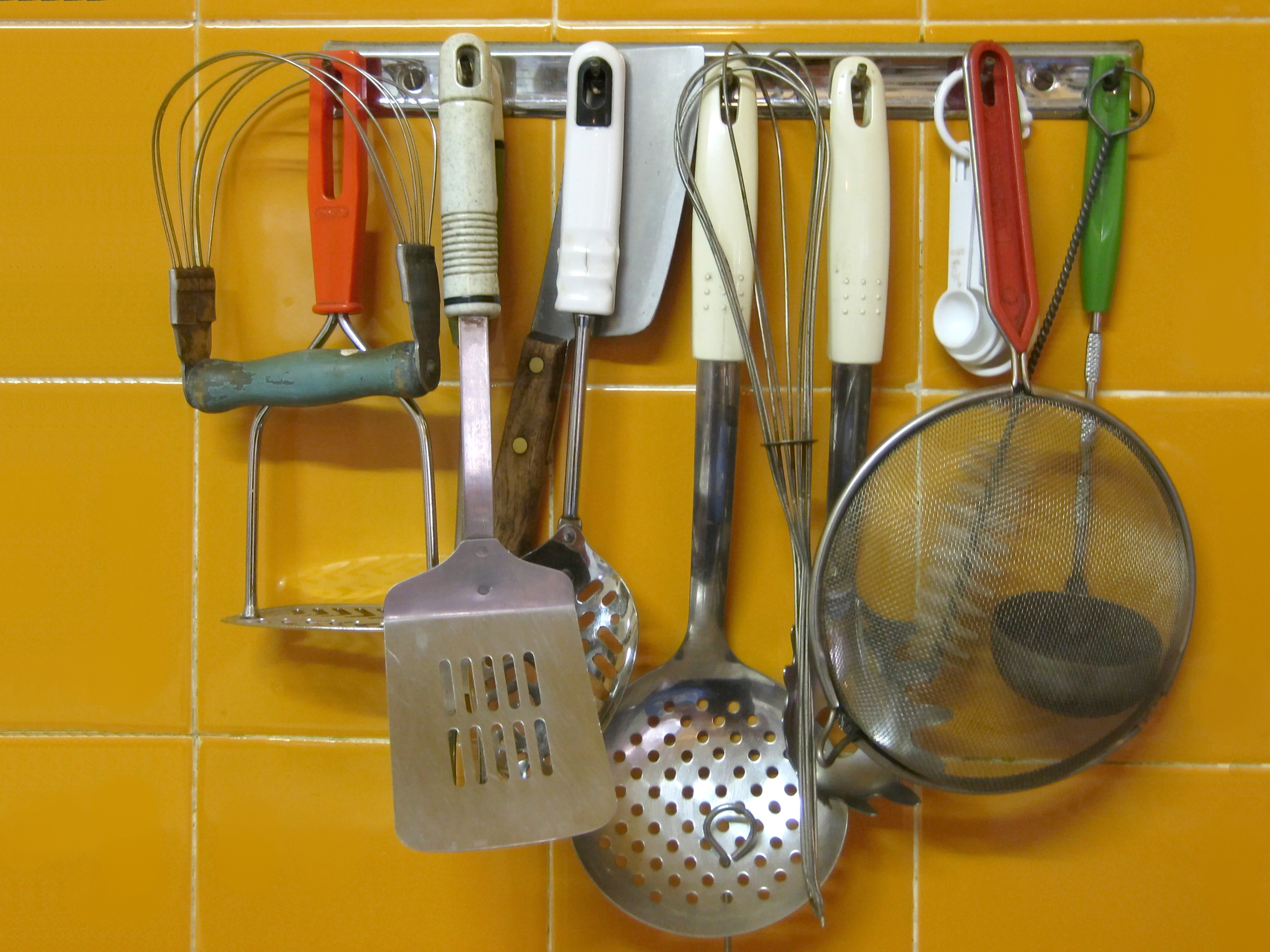
أواني المطبخ المختلفة على قالب توزيعها من اليسار: - خلاط المعجنات وهريس البطاطا - ملعقة وشوكة - سكيمر ومفتاح سكاكين (ساطور صغير) - ملعقة خفق ومغرفة - مغرفة سباغيتي - غربال وملعقة توزيع - بوتلبروش - مغرفة.

تعرف أواني المطبخ بأنها أدوات يدوية صغيرة تستخدم لتحضير الطعام والقيام بمهام المطبخ الشائعة مثل تقطيع المواد الغذائية لأحجام معينة، تسخين الطعام على شعلات النار أو على الموقد، الخبز، الطحن، والمزج والمعايرة. وتوجد أدوات مختلفة لكل مهمة. سكين الطاهي على سبيل المثال يستخدم لمجموعة متنوعة من الأطعمة. أواني المطبخ الأخرى هي على درجة عالية من التخصص، ويمكن استخدامها فقط فيما يتعلق بإعداد نوع معين من الطعام، مثل فاصل البيض أو جهاز تقشير التفاح. تستخدم بعض الأواني المتخصصة للعمليات التي نقوم بتكرارها عدة مرات، أو عندما يكون للطاهِ مهارة أو إمكانية محدودة. يختلف عدد الأواني في المطبخ المنزلي مع الوقت باختلاف طريقة الطبخ.

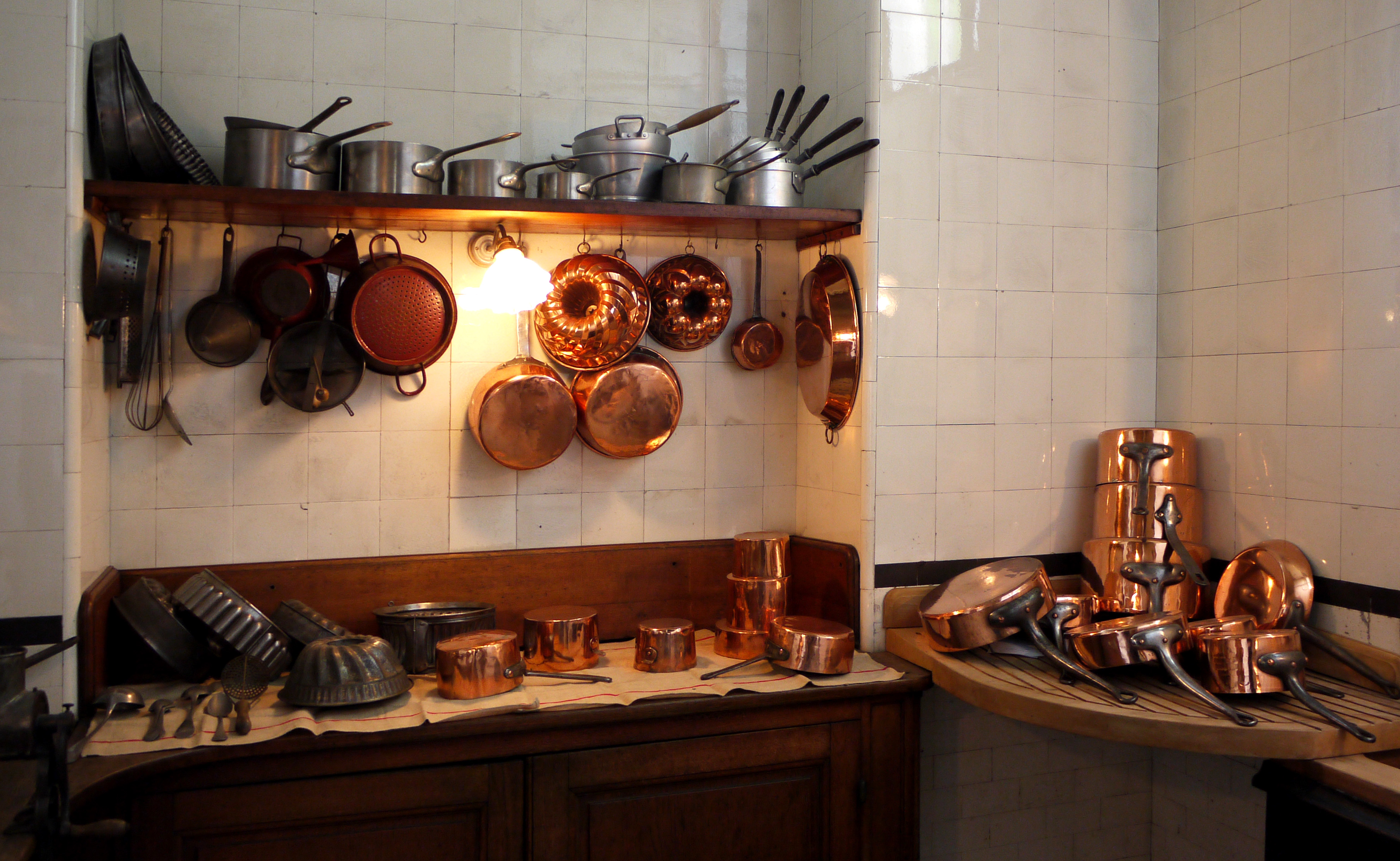
معرض لتجهيزات المطبخ (أوانى وأدوات المطبخ المهنية)، من بداية القرن العشرين، في Musée Cernuschi في باريس.

إن أواني الطهي عبارة عن أداة للطهي. يمكن تصنيف الأواني من خلال استخدام المصطلحات المشتقة من كلمة «أداة»: أدوات المطبخ، والأدوات الخاصة بالمطبخ؛ أدوات الفرن وأدوات الخبز، وأدوات المطبخ المستخدمة في الأفران والخبز؛ أدوات تجهيز المطابخ والبضائع المستخدمة للطهي وهكذا دواليك.
فئة الأدوات المتداخلة إلى حد ما هي أدوات تناول الطعام، وهي أدوات تستخدم للأكل (مثل معظم أدوات المائدة). بعض الأدوات هي أدوات للطبخ وأدوات لتناول الطعام في ذات الوقت. يمكن استخدام أدوات المائدة (أي السكاكين وأدوات التقطيع الأخرى) لتحضير الطعام في المطبخ وأدوات لتناول الطعام. وتعد أدوات تناول الطعام الأخرى مثل الشوك والملاعق هي أدوات للطبخ وتناول الطعام.
أما الأسماء الأخرى المستخدمة لوصف أنواع مختلفة من أدوات المطبخ، على الرغم من أنها لا تدل بالتحديد على أدوات المطبخ، فهي تسمى وفقًا للمواد المصنوعة منها، ثم يلحقها كلمة «أداة» بدلاً من وظيفتها: الأدوات الفخارية وأدوات المطبخ. المصنوعة من الطين، الفضيات والأدوات (سواء للمطبخ أو لتناول الطعام) المصنوعة من الفضة. أدوات المطبخ (المطبخ والطعام) المصنوعة من الزجاج؛ وهكذا دواليك. وتشمل هذه التصنيفات الأخيرة الأواني - المصنوعة من الزجاج، والفضة، والطين، وما إلى ذلك - التي ليست بالضرورة أدوات المطبخ.

## ما يصح استخدامه من الأواني عند المسلمين
يتحرى المسلمون في صناعة الأواني واستخدامها ما شُرع لهم في ذلك. فليست كل آنية يقبلون استخدامها أو صنعها. ومن تلك القواعد الفقهية التي يراعيها المسلمون:
- أواني الذهب والفضة: وهي محرمة في الدين الإسلامي في أي شأن، كاستخدامها للطعام والشراب والوضوء. وذلك لحديث حذيفة بن اليمان عن النبي ﷺ قال: (لا تلبسوا الحرير ولا الديباج، ولا تشربوا في آنية الذهب والفضة، ولا تأكلوا في صحافها، فإنها لهم في الدنيا ولنا في الآخرة).[3]
- الأواني المضببة بالذهب: أي التي صنعت من غير الذهب، لكن فيها منه، للزينة مثلًا. وهذه يحرم استخدامها.
- الأواني المضببة بالفضة: وفي هذه اختلاف إن كانت الضبة صغيرة أم كبيرة، فإن كانت صغيرة يحل استخدامها، إلا إن كان ذلك التضبيب للزينة فهنا يُكره، أما إن كانت الضبة كبيرة فيكره ذلك، لا لاستعمال ولا لزينة. فهي مكروهة الاستخدام وليست حرامًا، وذلك لما رواه أنس بن مالك وكان له قدح انصدع فسلسله بفضة: "لقد سقيت رسول الله ﷺ في هذا القدح أكثر من كذا وكذا).[4]
- الأواني النفيسة: بعض الأواني تُصنع من مواد ومعادن نفسية، كالأواني المصنوعة من الماس واللؤلؤ. وهذه فيها اختلاف بين العلماء فذهب الجمهور لجواز استخدامها. بينما كرهها بعض المالكية.[5] لذا يحل استخدامها، وذلك لعدم ورود نص يمنع ذلك، والأصل في الأشياء الإباحة، واستنادًا لقوله تعالى: ﴿قُلْ مَنْ حَرَّمَ زِينَةَ اللَّهِ الَّتِي أَخْرَجَ لِعِبَادِهِ وَالطَّيِّبَاتِ مِنَ الرِّزْقِ قُلْ هِيَ لِلَّذِينَ آمَنُوا فِي الْحَيَاةِ الدُّنْيَا خَالِصَةً يَوْمَ الْقِيَامَةِ كَذَلِكَ نُفَصِّلُ الْآيَاتِ لِقَوْمٍ يَعْلَمُونَ ۝٣٢﴾ [الأعراف:32].
- أواني الكفار: وفي ذلك قد تقع ريبة نتيجة خشية أن يكونوا قد استخدموها في شرب خمرٍ أو تناول لحم خنزير، وليس لمجرد كونهم كفارًا. فتلك يجوز استخدامها بعد غسلها، لما ورد عن أبي ثعلبة عن النبي ﷺ أنَّه قال: (فاغسلوها وكلوا فيها).[6]